# Donald Riegle
Donald Riegle (Flint, 1938. február 4. –) politikus, az USA michigani szenátora volt 1977–1995 között.